# Éteins la lumière
 (septembre 2017).
Si vous disposez d'ouvrages ou d'articles de référence ou si vous connaissez des sites web de qualité traitant du thème abordé ici, merci de compléter l'article en donnant les références utiles à sa vérifiabilité et en les liant à la section « Notes et références ».
Éteins la lumière est une chanson d'Axel Bauer extraite de l'album Sentinelles sorti en 1991. Axel Bauer en est l'auteur, compositeur et interprète. Elle a été enregistrée live aux studios plus 30 avec Axel Bauer à la guitare, le bassiste Phil Spalding et le batteur américain Chuck Sabo.  
Elle figure également sur la compilation de l'artiste La Désintégrale (2003). Elle a été ré-enregistrée en 2017 dans le Live à Ferber.

## Classements
| Classement    | Meilleure position |
| ------------- | ------------------ |
| France (SNEP) | 18                 |